# Wafa Belar
Wafa Belar (15 de junio de 1994) es una deportista tunecina que compitió en taekwondo. Ganó dos medallas de bronce en el Campeonato Africano de Taekwondo en los años 2012 y 2014.

## Palmarés internacional
| Campeonato Africano | Campeonato Africano       | Campeonato Africano | Campeonato Africano |
| Año                 | Lugar                     | Medalla             | Categoría           |
| ------------------- | ------------------------- | ------------------- | ------------------- |
| 2012                | Antananarivo (Madagascar) | Medalla de bronce   | –67 kg              |
| 2014                | Túnez (Túnez)             | Medalla de bronce   | –62 kg              |